# 三浦正俊
三浦 正俊（みうら まさとし）は、戦国時代の武将。今川氏の家臣。内匠助、備後守を名乗る。真俊は子。

## 略歴
出自は定かではない。三浦氏そのものは朝比奈氏と並ぶ今川氏の重臣の家柄として知られているが、正俊に関しては嫡流とは別系統であった可能性がある。
当初は内匠頭と称していたが、永禄6年（1563年）以降は備後守と名乗っている。
天文年間、今川義元より嫡男・龍王丸（後の今川氏真）の傅役の頭人に任じられ、氏真が実際の政務にあたるようになると側近（奏者）として活躍した。特に桶狭間の戦いにおいて、留守を任された氏真の命令・感状などの多くに正俊の連署が見られ、正俊の許可のない公用伝馬の利用は禁止されている。
氏真の信頼が厚く遠江国を中心に300貫の所領を得た事などから、今川氏を衰亡させた奸臣とされることがあるが、（当主の氏真自身の才覚やその側近を）今川氏衰亡の原因とする説に反論する説もある。
桶狭間の戦いの数年後に今川氏から独立した徳川家康に寝返った飯尾連龍に対し、氏真の命により飯尾氏の居城引間城（後の浜松城）を攻めたが、戦死した。

## 関連古文書
- 無年号正月朔日付、今川義元書状（天文13年（1544年）頃と推定）。正俊を氏真の守衆の頭人とすべきこと定めた。
- 永禄3年（1560年）4月24日付、丸子宿中宛今川家朱印状。公用伝馬の証明として今川家朱印「如律令」の他に正俊の判形（墨付）を加えることとした。
- 永禄3年5月22日付、松井山城守貞宗宛三浦正俊発給文書。桶狭間の戦いで戦死した貞宗の子・宗信に対する謝意と共に遠州・三州国境付近の国人等の人質の扱いに関して秘密にするように正俊が貞宗に与えた指示書。元は氏真文書の添状か[1]。
- 永禄3年9月15日付、小島源一郎正重宛三浦正俊発給文書。